# A HBO Max saját gyártású műsorainak listája
A következő szócikk a HBO Max (korábban: Max) video on demand szolgáltatás saját gyártású filmjeit és sorozatait tartalmazza.
Az HBO Max magyarországi indulása eredetileg 2021 második felében indult volna1. Később 2022-re halasztották 2. A szolgáltató 2022. március 8-án indult el Magyarországon3. Bár több tartalmuk már az HBO Max hazai indulása előtt bemutatásra került itthon az HBO GO felületén és az HBO csatornán, a legtöbb tartalom a szolgáltató hazai indulásával került bemutatásra.

## Saját gyártású műsorok

### Dráma
| Cím                                             | Műfaj                    | Premier                              | Évadok            | Játékidő   | Állapot                    |
| ----------------------------------------------- | ------------------------ | ------------------------------------ | ----------------- | ---------- | -------------------------- |
| A farkas gyermekei (Raised by Wolves)           | Sci-fi                   | 2020. szeptember 3. 2022. március 8. | 2 évad, 12 epizód | 42–56 perc | A 2. évad jelenleg is fut. |
| Gossip Girl – Az új pletykafészek (Gossip Girl) | Tinidráma                | 2021. július 8. 2022. március 8.     | 1 évad, 12 epizód | 56–60 perc | Megújítva                  |
| Tizenegyes állomás (Station Eleven)             | Posztapokaliptikus dráma | 2021. december 16. 2022. március 8.  | 10 epizód         | 45–49 perc | Minisorozat                |
| DMZ (DMZ)                                       | Történelmi dráma         | 2022. március 17. 2022. március 28.  | 4 epizód          | 58–60 perc | Minisorozat                |
| Tokyo Vice (Tokyo Vice)                         | Bűnügyi dráma            | 2022. április 7. 2022. április 8.    | 1 évad, 10 epizód | 60 perc    | Függőben                   |
| Az utolsó lépcsőfok (The Staircase)             | True crime dráma         | 2022. május 5.                       | 8 epizód          | 60 perc    | Minisorozat                |

### Vígjáték
| Cím                                                                 | Műfaj                          | Premier                             | Évadok            | Játékidő   | Állapot                                          |
| ------------------------------------------------------------------- | ------------------------------ | ----------------------------------- | ----------------- | ---------- | ------------------------------------------------ |
| Love Life (Love Life)                                               | Romantikus vígjáték            | 2020. május 27. 2022. március 8.    | 2 évad, 20 epizód | 24–35 perc | Függőben                                         |
| A légikísérő (The Flight Attendant)                                 | Misztikus dráma/Fekete komédia | 2020. november 26. 2022. március 8. | 1 évad, 8 epizód  | 39–45 perc | A 2. évad premierje várhatóan 2022 közepén lesz. |
| X generáció (Generation)                                            | Tini vígjáték-dráma            | 2021. március 11. 2022. március 8.  | 1 évad, 16 epizód | 26–37 perc | Befejezve                                        |
| Szerelemre tervezve (Made for Love)                                 | Fekete komédia                 | 2021. április 1. 2022. március 8.   | 1 évad, 8 epizód  | 24–28 perc | Megújítva                                        |
| Az átkozott Michael Che (That Damn Michael Che)                     | Szkeccskomédia                 | 2021. május 6. 2022. május 30.      | 1 évad, 6 epizód  | 19–23 perc | Megújítva                                        |
| Hacks – A pénz beszél (Hacks)                                       | Fekete komédia                 | 2021. május 13. 2022. március 8.    | 1 évad, 10 epizód | 24–33 perc | Megújítva                                        |
| Head of the Class                                                   | Szituációs komédia             | 2021. november 4. n. a.             | 1 évad, 10 epizód | 21–27 perc | Befejezve                                        |
| Egyetemista lányok szexuális élete (The Sex Lives of College Girls) | Vígjáték-dráma                 | 2021. november 18. 2022. március 8. | 1 évad, 10 epizód | 23–49 perc | Megújítva                                        |
| És egyszer csak… (And Just Like That…)                              | Romantikus vígjáték            | 2021. december 9. 2022. március 8.  | 10 epizód         | 34–43 perc | Minisorozat                                      |
| Peacemaker – Békeharcos (Peacemaker)                                | Szuperősös vígjáték-dráma      | 2022. január 13. 2022. március 8.   | 1 évad, 8 epizód  | 38–44 perc | Megújítva                                        |
| A zászlónk halált jelent (Our Flag Means Death)                     | Periodikus vígjáték            | 2022. március 3. 2022. március 8.   | 1 évad, 6 epizód  | 25–31 perc | Függőben                                         |
| Minx (Minx)                                                         | Bűnügyi dráma                  | 2022. március 17. 2022. március 18. | 1 évad, 10 epizód | 30 perc    | Függőben                                         |
| Julia (Julia)                                                       | Életrajzi dráma                | 2022. március 31.                   | 1 évad, 8 epizód  | 43–49 perc | Függőben                                         |
| The Garcias                                                         | Szituációs komédia             | 2022. április 14. n. a.             | 1 évad, 10 epizód | 26 perc    | Függőben                                         |

### Animáció

#### Felnőtt animáció
| Cím                      | Műfaj                                | Premier                                        | Évadok            | Játékidő   | Állapot     |
| ------------------------ | ------------------------------------ | ---------------------------------------------- | ----------------- | ---------- | ----------- |
| Majdnem (Close Enough)   | Vígjáték                             | 2020. július 9. 2020. szeptember 14. (Netflix) | 2 évad, 16 epizód | 22–24 perc | Megújítva   |
| The Prince               | Politikai szatíra/Szituációs komédia | 2021. július 29. n. a.                         | 1 évad, 12 epizód | 12–14 perc | Befejezve   |
| Ten Year Old Tom         | Szituációs komédia                   | 2021. szeptember 30. n. a.                     | 1 évad, 10 epizód | 24–26 perc | Függőben    |
| Mikulás Rt. (Santa Inc.) | Fekete komédia                       | 2021. december 2. 2022. március 8.             | 8 epizód          | 23–26 perc | Minisorozat |

#### Gyermek és család
| Cím                                                          | Műfaj       | Premier                               | Évadok            | Játékidő   | Állapot                     |
| ------------------------------------------------------------ | ----------- | ------------------------------------- | ----------------- | ---------- | --------------------------- |
| Tapsi Hapsi és barátai (Looney Tunes Cartoons)               | Bohózat     | 2020. május 27. 2022. március 8.      | 5 évad, 62 epizód | 9–29 perc  | Megújítva                   |
| Kalandra fel! Távoli világok (Adventure Time: Distant Lands) | Sci-fi      | 2021. június 25. 2022. március 8.     | 4 epizód          | 45–49 perc | Minisorozat                 |
| Tig n' Seek                                                  | Vígjáték    | 2021. július 23. n. a.                | 3 évad, 60 epizód | 12 perc    | Függőben                    |
| A Gombik! (The Fungies!)                                     | Vígjáték    | 2020. augusztus 20. 2022. március 8.  | 3 évad, 80 epizód | 11–12 perc | Befejezve                   |
| Tom and Jerry Special Shorts                                 | Bohózat     | 2021. február 20. n. a.               | 1 évad, 2 epizód  | 4–5 perc   | Befejezve                   |
| Tom és Jerry New Yorkban (Tom and Jerry in New York)         | Bohózat     | 2021. július 1. 2022. március 8.      | 2 évad, 13 epizód | 20–21 perc | Függőben                    |
| Jellystone! (Jellystone!)                                    | Bohózat     | 2021. július 29. 2021. március 8.     | 1 évad, 11 epizód | 11–21 perc | Megújítva                   |
| Cartoonito Shorts                                            | Vígjáték    | 2021. szeptember 13. n. a.            | 1 évad, 5 epizód  | 1 perc     | Függőben                    |
| Little Ellen                                                 | Vígjáték    | 2021. szeptember 13. n. a.            | 1 évad, 40 epizód | 11 perc    | Az 1. évad jelenleg is fut. |
| Lucas the Spider Shorts: Meet the Boop Troop                 | Vígjáték    | 2021. szeptember 13. n. a.            | 1 évad, 3 epizód  | 1 perc     | Függőben                    |
| Subi-dubi dínók (Yabba-Dabba Dinosaurs)                      | Vígjáték    | 2021. szeptember 30. 2021. március 8. | 2 évad, 26 epizód | 11 perc    | Befejezve                   |
| Aquaman: Atlantisz királya (Aquaman: King of Atlantis)       | Szuperhősös | 2021. október 14. n. a.               | 3 epizód          | 45 perc    | Minisorozat                 |

### Nem angol nyelvű

#### Dán
| Cím                 | Műfaj                   | Premier                             | Évadok           | Játékidő | Állapot  |
| ------------------- | ----------------------- | ----------------------------------- | ---------------- | -------- | -------- |
| Kamikaze (Kamikaze) | Ifjúsági thriller dráma | 2021. november 14. 2022. március 8. | 1 évad, 8 epizód | 33 perc  | Függőben |

#### Lengyel
| Cím                 | Műfaj         | Premier          | Évadok           | Játékidő | Állapot  |
| ------------------- | ------------- | ---------------- | ---------------- | -------- | -------- |
| Enyhülés (The Thaw) | Bűnügyi dráma | 2022. április 1. | 1 évad, 6 epizód | TBA      | Függőben |

#### Magyar
| Cím                 | Műfaj         | Premier          | Évadok           | Játékidő   | Állapot               |
| ------------------- | ------------- | ---------------- | ---------------- | ---------- | --------------------- |
| A besúgó (A besúgó) | Bűnügyi dráma | 2022. április 1. | 1 évad, 8 epizód | 40-46 perc | Skyshowtime vette át. |

#### Portugál
| Cím         | Műfaj         | Premier                | Évadok            | Játékidő | Állapot  |
| ----------- | ------------- | ---------------------- | ----------------- | -------- | -------- |
| The Missing | Bűnügyi dráma | 2021. július 22. n. a. | 1 évad, 10 epizód | 45 perc  | Függőben |

#### Román
| Cím         | Műfaj          | Premier          | Évadok           | Játékidő   | Állapot  |
| ----------- | -------------- | ---------------- | ---------------- | ---------- | -------- |
| Ruxx (Ruxx) | Vígjáték-dráma | 2022. március 8. | 1 évad, 8 epizód | 44–50 perc | Függőben |

#### Spanyol
| Cím                                     | Műfaj                     | Premier                            | Évadok            | Játékidő   | Állapot  |
| --------------------------------------- | ------------------------- | ---------------------------------- | ----------------- | ---------- | -------- |
| Love Spells                             | Romantikus vígjáték-dráma | 2021. augusztus 12. n. a.          | 1 évad, 10 epizód | 44–51 perc | Függőben |
| Rap Battlefield                         | Felnövés történet         | 2021. szeptember 16. n. a.         | 1 évad, 10 epizód | 39–52 perc | Függőben |
| Dafne és a többiek (Dafne and the Rest) | Vígjáték-dráma            | 2021. október 26. 2022. március 8. | 1 évad, 8 epizód  | 30 perc    | Függőben |
| A Thousand Fangs                        | Katonai akció-dráma       | 2021. október 28. n. a.            | 1 évad, 7 epizód  | 44–54 perc | Függőben |
| Frankelda's Book of Spooks              | Animációs családi horror  | 2021. október 29. n. a.            | 1 évad, 5 epizód  | 12–16 perc | Függőben |
| Búnker                                  | Akció-vígjáték            | 2021. december 23. n. a.           | 1 évad, 8 epizód  | 30 perc    | Függőben |

#### Svéd
| Cím                 | Műfaj         | Premier           | Évadok           | Játékidő   | Állapot  |
| ------------------- | ------------- | ----------------- | ---------------- | ---------- | -------- |
| Szexi svédek (Lust) | Szex-vígjáték | 2022. március 18. | 1 évad, 8 epizód | 25–29 perc | Függőben |

### Spontán

#### Dokumentumsorozat
| Cím                                                                     | Műfaj                     | Premier                            | Évadok            | Játékidő   | Nyelv   | Állapot     |
| ----------------------------------------------------------------------- | ------------------------- | ---------------------------------- | ----------------- | ---------- | ------- | ----------- |
| Amy babát vár (Expecting Amy)                                           | Dokumentumsorozat         | 2020. július 9. 2022. március 8.   | 3 epizód          | 52–64 perc | angol   | Minisorozat |
| Ravi Patel's Pursuit of Happiness                                       | Életstílus                | 2020. augusztus 27. n. a.          | 1 évad, 4 epizód  | 42 perc    | angol   | Befejezve   |
| Equal                                                                   | Dokumentumsorozat         | 2020. október 22. n. a.            | 4 epizód          | 39–41 perc | angol   | Minisorozat |
| A mennyország kapuja: Halálos szekta (Heaven's Gate: The Cult of Cults) | Dokumentumsorozat         | 2020. december 3. 2022. március 8. | 4 epizód          | 49–52 perc | angol   | Minisorozat |
| House of Ho                                                             | Dokumentumsorozat         | 2020. december 10. n. a.           | 1 évad, 7 epizód  | 29–36 perc | angol   | Befejezve   |
| The Event                                                               | Étel                      | 2021. január 14. n. a.             | 1 évad, 4 epizód  | 34–43 perc | angol   | Befejezve   |
| Wahl Street (Wahl Street)                                               | Irodalmi önéletrajz       | 2021. április 15. 2022. március 8. | 1 évad, 6 epizód  | 23–26 perc | angol   | Megújítva   |
| Generation Hustle                                                       | Dokumentumsorozat         | 2021. április 22. n. a.            | 1 évad, 10 epizód | 43–49 perc | angol   | Függőben    |
| Through Our Eyes                                                        | Dokumentumsorozat         | 2021. július 22. n. a.             | 1 évad, 4 epizód  | 30–37 perc | angol   | Függőben    |
| The Way Down                                                            | Dokumentumsorozat         | 2021. szeptember 30. n. a.         | 1 évad, 5 epizód  | 47–55 perc | angol   | Függőben    |
| What Happened, Brittany Murphy?                                         | Irodalmi önéletrajz       | 2021. október 14. n. a.            | 2 epizód          | 56–57 perc | angol   | Minisorozat |
| The Truth of Dolores Vazquez                                            | Bűnügyi dokumentumsorozat | 2021. október 26. n. a.            | 1 évad, 6 epizód  | 49–54 perc | spanyol | Függőben    |
| Take Out with Lisa Ling                                                 | Asian cuisine             | 2022. január 27. n. a.             | 1 évad, 6 epizód  | 22–30 perc | angol   | Függőben    |
| Gaming Wall Street (Gaming Wall Street)                                 | Dokumentumsorozat         | 2022. március 3. 2022. március 10. | 2 epizód          | 54–59 perc | angol   | Minisorozat |
| One Perfect Shot                                                        | Dokumentumsorozat         | 2022. március 24. n. a.            | 1 évad, 6 epizód  | 29 perc    | angol   | Függőben    |
| Brené Brown: A szív atlasza (Brené Brown: Atlas of the Heart)           | Dokumentumsorozat         | 2022. március 31.                  | 1 évad, 8 epizód  | 36–47 perc | angol   | Függőben    |
| Apanapok (Czech It Out!)                                                | Dokumentumsorozat         | 2022. április 1.                   | 1 évad, 8 epizód  | 23–27 perc | cseh    | Függőben    |
| Szépségipar titkai (Not So Pretty)                                      | Dokumentumsorozat         | 2022. április 14.                  | 4 epizód          | 26–35 perc | angol   | Minisorozat |

#### Reality
| Cím                                                 | Műfaj                | Premier                              | Évadok            | Játékidő   | Nyelv    | Állapot   |
| --------------------------------------------------- | -------------------- | ------------------------------------ | ----------------- | ---------- | -------- | --------- |
| Craftopia                                           | Vetélkedő            | 2020. május 27. n. a.                | 2 évad, 20 epizód | 25–33 perc | angol    | Függőben  |
| Legendary – A vogue csillagai (Legendary)           | Reality competition  | 2020. május 27. 2022. március 8.     | 2 évad, 19 epizód | 47–50 perc | angol    | Megújítva |
| Karma                                               | Vetélkedő            | 2020. június 18. n. a.               | 1 évad, 8 epizód  | 37–50 perc | angol    | Befejezve |
| Selena + Séf (Selena + Chef)                        | Főzőműsor            | 2020. augusztus 13. 2022. március 8. | 3 évad, 30 epizód | 21–33 perc | angol    | Megújítva |
| Haute Dog                                           | Reality competition  | 2020. szeptember 24. n. a.           | 1 évad, 12 epizód | 28–29 perc | angol    | Befejezve |
| A nyugalom világa (A World of Calm)                 | Jóllét               | 2020. október 1. 2022. március 8.    | 1 évad, 10 epizód | 23 perc    | angol    | Befejezve |
| Full Bloom                                          | Reality competition  | 2020. november 12. n. a.             | 2 évad, 16 epizód | 41–44 perc | angol    | Függőben  |
| 12 Dates of Christmas                               | Randiműsor           | 2020. november 26. n. a.             | 2 évad, 18 epizód | 41–48 perc | angol    | Függőben  |
| Jenna Lyons, a stylist (Stylish with Jenna Lyons)   | Reality              | 2020. december 3. 2022. március 8.   | 1 évad, 8 epizód  | 43–54 perc | angol    | Befejezve |
| Cukország (Baketopia)                               | Reality              | 2021. március 15. 2022. március 8.   | 1 évad, 12 epizód | 30 perc    | angol    | Függőben  |
| Ellen és a dizájnerek (Ellen's Next Great Designer) | Reality              | 2021. április 22. 2022. március 8.   | 1 évad, 6 epizód  | 44–45 perc | angol    | Függőben  |
| The Big Shot with Bethenny                          | Reality competition  | 2021. április 29. n. a.              | 1 évad, 7 epizód  | 38–44 perc | spanyol  | Befejezve |
| F-Boy Island – Kamuarcok szigete (FBOY Island)      | Reality              | 2021. július 29. 2022. március 8.    | 1 évad, 10 epizód | 41–62 perc | angol    | Megújítva |
| Hype (The Hype)                                     | Reality competition  | 2021. augusztus 12. 2022. március 8. | 1 évad, 8 epizód  | 48 perc    | angol    | Megújítva |
| Sweet Life: Los Angeles                             | Reality              | 2021. augusztus 19. n. a.            | 1 évad, 10 epizód | 31–34 perc | angol    | Megújítva |
| The Cut                                             | Reality competition  | 2022. január 27. n. a.               | 1 évad, 8 epizód  | 42–49 perc | portugál | Függőben  |
| 40 Means Nothing                                    | Valóságshow          | 2022. február 3. n. a.               | 1 évad, 6 epizód  | 33–51 perc | spanyol  | Függőben  |
| Finding Magic Mike                                  | Reality competition  | 2021. december 16. n. a.             | 1 évad, 7 epizód  | 39–46 perc | angol    | Függőben  |
| My Mom, Your Dad                                    | Randiműsor           | 2022. január 13. n. a.               | 1 évad, 8 epizód  | 29–46 perc | angol    | Függőben  |
| About Last Night                                    | Vetélkedő            | 2022. február 10. n. a.              | 1 évad, 8 epizód  | 22–27 perc | angol    | Függőben  |
| Az igazi sztár (One True Singer)                    | Tehetségkutató műsor | 2022. április 1.                     | TBA               | TBA        | román    | Függőben  |

#### Varietéműsorok
| Cím                                                                                       | Műfaj            | Premier                    | Évadok            | Játékidő   | Nyelv    | Állapot   |
| ----------------------------------------------------------------------------------------- | ---------------- | -------------------------- | ----------------- | ---------- | -------- | --------- |
| The Not-Too-Late Show with Elmo                                                           | Talk show        | 2020. május 27. n. a.      | 2 évad, 29 epizód | 14–16 perc | angol    | Függőben  |
| Mo Willems and The Storytime All-Stars Present: Don't Let the Pigeon Do Storytime Shorts! | Családi vígjáték | 2020. szeptember 17. n. a. | 1 évad, 8 epizód  | 4–8 perc   | angol    | Befejezve |
| My Sesame Street Friends                                                                  | Oktató           | 2020. november 12. n. a.   | 7 évad, 91 epizód | 11–12 perc | angol    | Függőben  |
| Astral Journey                                                                            | Talk show        | 2021. december 21. n. a.   | 1 évad, 12 epizód | 36–41 perc | portugál | Függőben  |
| 2022                                                                                      | Zene             | 2022. március 11. n. a.    | TBA               | 40–60 perc | portugál | Függőben  |

### Koprodukciók
| Cím                                | Műfaj              | Partner/Ország                                             | Premier                            | Évadok            | Játékidő   | Nyelv   | Állapot     |
| ---------------------------------- | ------------------ | ---------------------------------------------------------- | ---------------------------------- | ----------------- | ---------- | ------- | ----------- |
| Veneno                             | Életrajzi dráma    | Atresplayer Premium/Spanyolország                          | 2020. november 19. n. a.           | 8 epizód          | 45–63 perc | spanyol | Minisorozat |
| The Bridge                         | Valóságshow        | Channel 4/Egyesült Királyság                               | 2021. február 11. n. a.            | 1 évad, 6 epizód  | 47 perc    | angol   | Megújítva   |
| Ez bűn (It's a Sin)                | Periodikus dráma   | Channel 4/Egyesült Királyság                               | 2021. február 18. 2022. március 8. | 5 epizód          | 46–48 perc | angol   | Minisorozat |
| Starstruck                         | Vígjáték           | BBC Three/Egyesült Királyság                               | 2021. június 10. n. a.             | 1 évad, 6 epizód  | 30 perc    | angol   | Megújítva   |
| Sort Of                            | Szituációs komédia | CBC Television/Kanada                                      | 2021. november 18. n. a.           | 1 évad, 8 epizód  | 20–21 perc | angol   | Függőben    |
| Perfect Life (2. évad)             | Vígjáték-dráma     | Movistar+/Spanyolország                                    | 2021. december 2. n. a.            | 1 évad, 6 epizód  | 30 perc    | spanyol | Befejezve   |
| A lány a múltból (The Girl Before) | Pszichothriller    | BBC One/Egyesült Királyság                                 | 2022. február 10. 2022. március 8. | 4 epizód          | 55–58 perc | angol   | Minisorozat |
| Átutazó (The Tourist)              | Rejtélyes thriller | BBC One/Egyesült Királyság ZDF/Németország Stan/Ausztrália | 2022. március 3. 2022. április 21. | 6 epizód          | TBA        | angol   | Minisorozat |
| Theodosia                          | Családi fantasy    | ZDF/Németország Globoplay/Brazília                         | 2022. március 10. n. a.            | 1 évad, 13 epizód | 30 perc    | angol   | Függőben    |

### Folytatások
| Cím                                                             | Műfaj                       | Előző adó(k)                                      | Premier                                        | Évadok            | Játékidő   | Állapot                    |
| --------------------------------------------------------------- | --------------------------- | ------------------------------------------------- | ---------------------------------------------- | ----------------- | ---------- | -------------------------- |
| Bűbájtábor (2–5. évad) (Summer Camp Island)                     | Animációs fantasy           | Cartoon Network                                   | 2020. június 18. 2022. március 8.              | 4 évad, 60 epizód | 12 perc    | Megújítva                  |
| Doom Patrol (2–3. évad) (Doom Patrol)                           | Szuperhősös vígjáték        | DC Universe                                       | 2020. június 25. 2022. március 8.              | 2 évad, 19 epizód | 45–56 perc | Megújítva                  |
| Esme & Roy (2. évad)                                            | Animációs fantasy           | HBO                                               | 2020. június 25. n. a.                         | 1 évad, 26 epizód | 24 perc    | Befejezve                  |
| Search Party (3–5. évad)                                        | Szatírikus fekete humor     | TBS                                               | 2020. június 25. n. a.                         | 3 évad, 30 epizód | 20–30 perc | Befejezve                  |
| Végtelen vonat (3–4. évad) (Infinity Train)                     | Animációs sci-fi            | Cartoon Network                                   | 2020. augusztus 13. n. a.                      | 2 évad, 20 epizód | 12 perc    | Befejezve                  |
| Szezám utca (51–52. évad) (Sesame Street)                       | Oktató                      | HBO                                               | 2020. november 12. n. a.                       | 2 évad, 70 epizód | 26 perc    | Megújítva                  |
| Titánok (3. évad) (Titans)                                      | Szuperhősös dráma           | DC Universe                                       | 2021. augusztus 12. 2019. július 16. (Netflix) | 1 évad, 13 epizód | 50 perc    | Megújítva                  |
| The Other Two (2. évad)                                         | Vígjáték                    | Comedy Central                                    | 2021. augusztus 26. n. a.                      | 1 évad, 10 epizód | 30 perc    | Megújítva                  |
| Scooby-Doo és (sz)társai (2B. évad) (Scooby-Doo and Guess Who?) | Animációs rejtély           | Boomerang                                         | 2021. október 1. 2022. március 8.              | 1 évad, 11 epizód | 22 perc    | Függőben                   |
| Az igazság ifjú ligája (4. évad) (Young Justice)                | Animációs szuperhősös akció | Cartoon Network (1–2. évad) DC Universe (3. évad) | 2021. október 16. n. a.                        | 1 évad, 26 epizód | 21–25 perc | A 4. évad jelenleg is fut. |
| Gen:Lock (2. évad)                                              | Animációs sci-fi            | Rooster Teeth                                     | 2021. november 4. n. a.                        | 1 évad, 8 epizód  | 25–27 perc | Függőben                   |
| South Side (2. évad)                                            | Fekete szitkom              | Comedy Central                                    | 2021. november 11. n. a.                       | 1 évad, 10 epizód | 27–33 perc | Megújítva                  |
| Időbevándorlók (2. évad) (Beforeigners)                         | Sci-fi, bűnügyi dráma       | HBO Nordic                                        | 2021. december 23. 2022. március 8.            | 1 évad, 6 epizód  | 45 perc    | Függőben                   |

### Különkiadások
| Cím                                                                                | Műfaj            | Premier                             | Játékidő      |
| ---------------------------------------------------------------------------------- | ---------------- | ----------------------------------- | ------------- |
| Sesame Street Elmo's Playdate: Scavenger Hunt                                      | Családi vígjáték | 2020. augusztus 6. n. a.            | 25 perc       |
| Mo Willems and The Storytime All-Stars Present: Don't Let the Pigeon Do Storytime! | Családi vígjáték | 2020. szeptember 17. n. a.          | 57 perc       |
| The Power of We: A Sesame Street Special                                           | Családi          | 2020. október 15. n. a.             | 22 perc       |
| A West Wing Special to Benefit When We All Vote                                    | Újra egyesülés   | 2020. október 15. n. a.             | 1 óra 4 perc  |
| The Monster at the End of This Story                                               | Animáció         | 2020. október 29. n. a.             | 31 perc       |
| The Fresh Prince of Bel-Air Reunion                                                | Újra egyesülés   | 2020. november 18. n. a.            | 1 óra 15 perc |
| Jóbarátok: Újra együtt (Friends: The Reunion)                                      | Újra egyesülés   | 2021. május 27. 2022. március 8.    | 1 óra 44 perc |
| Furry Friends Forever: Elmo Gets a Puppy                                           | Animáció         | 2021. augusztus 5. n. a.            | 30 perc       |
| See Us Coming Together: A Sesame Street Special                                    | Családi vígjáték | 2021. november 25. n. a.            | 24 perc       |
| És egyszer csak… A dokumentumfilm (And Just Like That… The Documentary)            | Televíziós műsor | 2020. augusztus 6. 2022. március 8. | 1 óra 13 perc |

### Saját gyártású regionális tartalmak
| Cím                | Műfaj             | Premier            | Évadok            | Játékidő   | Exkluzív régió(k) | Nyelv    | Állapot                     |
| ------------------ | ----------------- | ------------------ | ----------------- | ---------- | ----------------- | -------- | --------------------------- |
| Before I Forgot    | Bűnügyi dráma     | 2021. október 7.   | 1 évad, 10 epizód | 45–54 perc | Latin-Amerika     | spanyol  | Függőben                    |
| Juanpa + Chef      | Főzőműsor         | 2021. november 11. | 1 évad, 6 epizód  | 29 perc    | Latin-Amerika     | spanyol  | Függőben                    |
| Sandy + Chef       | Főzőműsor         | 2021. november 11. | 1 évad, 6 epizód  | 29 perc    | Latin-Amerika     | portugál | Függőben                    |
| Venga Juan         | Politikai szatíra | 2021. november 28. | 1 évad, 8 epizód  | 30 perc    | Spanyolország     | spanyol  | Függőben                    |
| Onda Boa com Ivete | Dokumentumsorozat | 2022. január 20.   | 1 évad, 5 epizód  | TBA        | Latin-Amerika     | portugál | Az 1. évad jelenleg is fut. |

## Saját gyártású filmek

### Egész estés filmek
| Cím                                                           | Műfaj               | Megjelenési dátum                     | Játékidő      | Nyelv    |
| ------------------------------------------------------------- | ------------------- | ------------------------------------- | ------------- | -------- |
| Amerikai pác (An American Pickle)                             | Vígjáték            | 2020. augusztus 6. 2022. március 8.   | 1 óra 29 perc | angol    |
| Nemterhes (Unpregnant)                                        | Dráma               | 2020. szeptember 10. 2022. március 8. | 1 óra 44 perc | angol    |
| Charm City királyai (Charm City Kings)                        | Dráma               | 2020. október 8. 2022. március 8.     | 2 óra 4 perc  | angol    |
| Boszorkányok (The Witches)                                    | Fantasy             | 2020. október 22. 2022. március 8.    | 1 óra 45 perc | angol    |
| Szuperagy (Superintelligence)                                 | Akció-dráma         | 2020. november 26. 2022. március 8.   | 1 óra 45 perc | angol    |
| Szabad szavak (Let Them All Talk)                             | Vígjáték-dráma      | 2020. december 10. 2022. március 8.   | 1 óra 53 perc | angol    |
| Karantén meló (Locked Down)                                   | Romantikus vígjáték | 2021. január 14. 2022. március 8.     | 1 óra 58 perc | angol    |
| Zack Snyder: Az Igazság Ligája (Zack Snyder's Justice League) | Szuperhősös         | 2021. március 18. 2022. március 8.    | 4 óra 2 perc  | angol    |
| Semmi hirtelen mozdulat (No Sudden Move)                      | Bűnügyi thriller    | 2021. július 1. 2022. március 8.      | 1 óra 55 perc | angol    |
| 8 bites karácsony (8-Bit Christmas)                           | Vígjáték            | 2021. november 24. 2022. március 8.   | 1 óra 37 perc | angol    |
| Júpiter                                                       | Dráma               | 2021. január 21. n. a.                | 1 óra 37 perc | portugál |
| Utóhatás (The Fallout)                                        | Középiskolai dráma  | 2022. január 27. 2022. március 8.     | 1 óra 32 perc | angol    |
| Kimi (Kimi)                                                   | Bűnügyi thriller    | 2022. február 10. 2022. március 8.    | 1 óra 29 perc | angol    |
| Felszállás – Veled a Marsra (Moonshot)                        | Romantikus sci-fi   | 2022. március 31.                     | 1 óra 44 perc | angol    |
| Közelgő                                                       |                     |                                       |               |          |
| The Father of the Bride                                       | Vígjáték-dráma      | 2022. június 16. n. a.                | TBA           | angol    |
| House Party                                                   | Vígjáték            | 2022. július 28. n. a.                | TBA           | angol    |

### Különkiadások
| Cím                                                                                                   | Műfaj               | Megjelenési dátum                 | Játékidő      | Nyelv |
| --- | ------------------- | --------------------------------- | ------------- | ----- |
| My Gift: A Christmas Special From Carrie Underwood                                                    | Vígjáték            | 2020. december 3. n. a.           | 54 perc       | angol |
| Homeschool Musical: Class of 2020                                                                     | Dráma               | 2020. december 17. n. a.          | 52 perc       | angol |
| The Runaway Bunny                                                                                     | Dráma               | 2021. március 25. n. a.           | 27 perc       | angol |
| Romeo Santos: Utopia Live from MetLife Stadium                                                        | Fantasy             | 2021. július 30. n. a.            | TBA           | angol |
| Romeo Santos: The King of Bachata                                                                     | Akció-dráma         | 2021. július 30. n. a.            | 1 óra 32 perc | angol |
| Halsey: If I Can't Have Love, I Want Power                                                            | Vígjáték-dráma      | 2020. október 7. n. a.            | 50 perc       | angol |
| Harry Potter 20. évforduló: Visszatérés Roxfortba (Harry Potter 20th Anniversary: Return to Hogwarts) | Romantikus vígjáték | 2021. január 14. 2022. március 8. | 1 óra 42 perc | angol |

#### Stand-up
| Cím                                                               | Megjelenési dátum                  | Játékidő     |
| ----------------------------------------------------------------- | ---------------------------------- | ------------ |
| Beth Stelling: Girl Daddy                                         | 2020. augusztus 20. n. a.          | 58 perc      |
| Conan O'Brien's Team Coco Presents: James Veitch: Straight to VHS | 2020. augusztus 20. n. a.          | 57 perc      |
| HA Comedy Festival: The Art of Comedy                             | 2020. augusztus 20. n. a.          | 1 óra 1 perc |
| Rose Matafeo: Horndog                                             | 2020. augusztus 20. n. a.          | 58 perc      |
| Chelsea Handler: Evolúció (Chelsea Handler: Evolution)            | 2020. október 22. 2022. március 8. | 1 óra 8 perc |
| Colin Quinn & Friends: A Parking Lot Comedy Show                  | 2020. november 12. n. a.           | 49 perc      |
| Marlon Wayans: You Know What It Is                                | 2021. augusztus 19. n. a.          | 58 perc      |
| Ahir Shah: Dots                                                   | 2021. szeptember 23. n. a.         | 1 óra        |
| Comedy Chingonas                                                  | 2021. november 18. n. a.           | 58 perc      |
| Phoebe Robinson: Sorry, Harriet Tubman                            | 2021. október 14. n. a.            | 55 perc      |
| Aida Rodriguez: Fighting Words                                    | 2021. november 4. n. a.            | 1 óra 3 perc |
| 2nd Annual HA Festival: The Art of Comedy                         | 2021. december 16. n. a.           | 54 perc      |
| Moses Storm: White Trash                                          | 2022. január 20. n. a.             | 1 óra        |